# Cavalgada da meia-noite

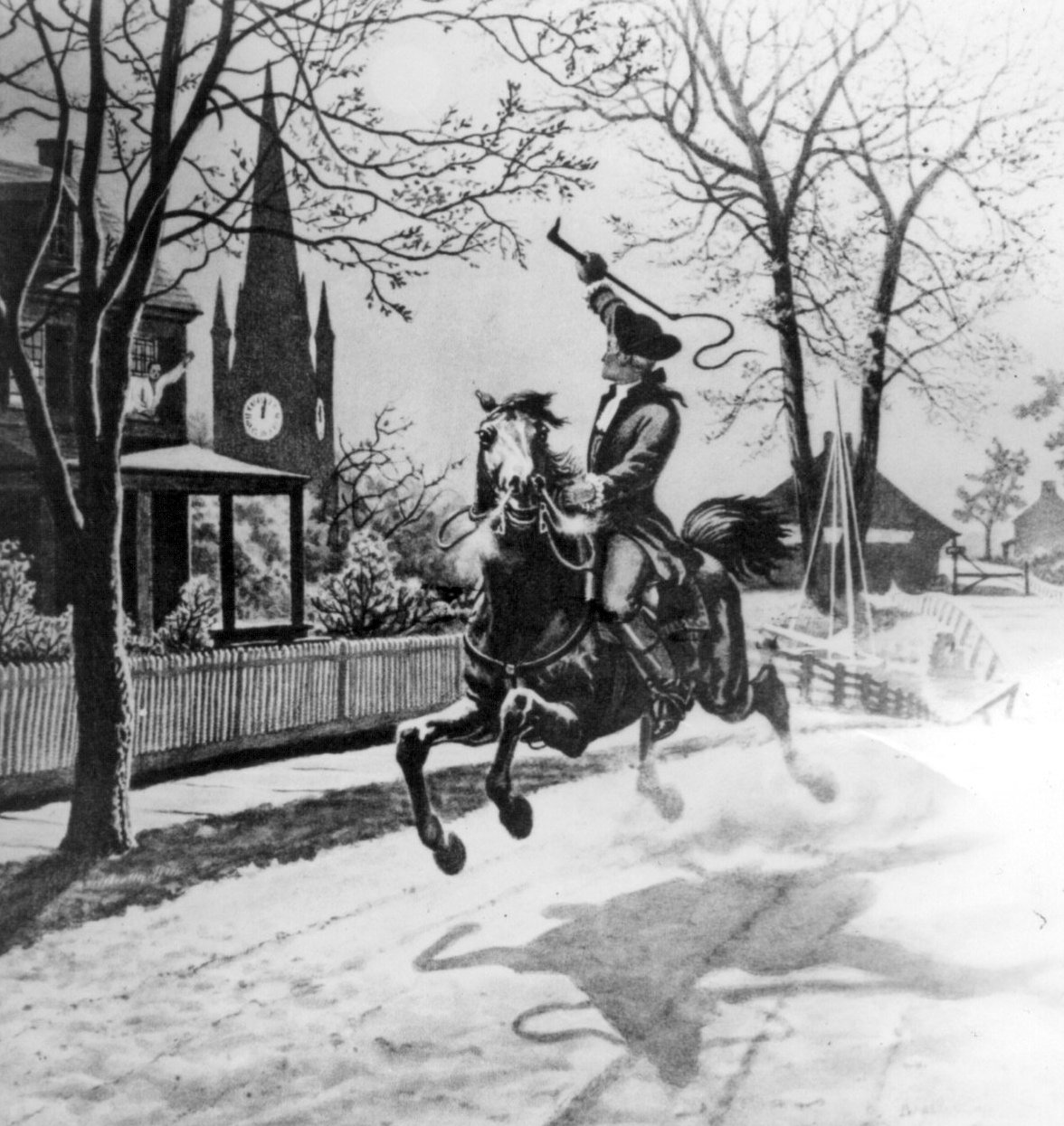
Representação da Cavalgada de Paul Revere no século XX

A Cavalgada da meia-noite de Paul Revere foi o alerta para a milícia colonial em abril de 1775 para a aproximação das forças britânicas antes das batalhas de Lexington e Concord.
A cavalgada ocorreu na noite de 18 de abril de 1775, imediatamente antes das batalhas de Lexington e Concord, os primeiros confrontos da Guerra Revolucionária Americana. Nas semanas anteriores, a atividade do exército britânico indicou uma planejada repressão ao Congresso Provincial de Massachusetts, então baseado em Concord. Paul Revere e William Dawes prepararam o alerta, que começou quando Robert Newman, sacristão da Igreja do Norte de Boston, usou um sinal de lanterna para alertar os colonos em Charlestown sobre o avanço do exército pelo rio Charles. Revere e Dawes então cavalgaram para encontrar John Hancock e Samuel Adams em Lexington, alertando até 40 outros pilotos ao longo do caminho. Revere e Dawes então dirigiram-se a Concord com Samuel Prescott. Os três foram capturados pelas tropas britânicas em Lincoln. Prescott e Dawes escaparam, mas Revere foi devolvido a Lexington e libertado após interrogatório. Ao dar aos colonos um aviso prévio das ações do exército britânico, a cavalgada desempenhou um papel crucial na vitória dos colonos nas batalhas subsequentes.
O passeio foi comemorado em uma série de representações culturais, mais notavelmente o poema de 1861 de Henry Wadsworth Longfellow, "Paul Revere's Ride", que moldou a memória popular do evento.

## Fundo

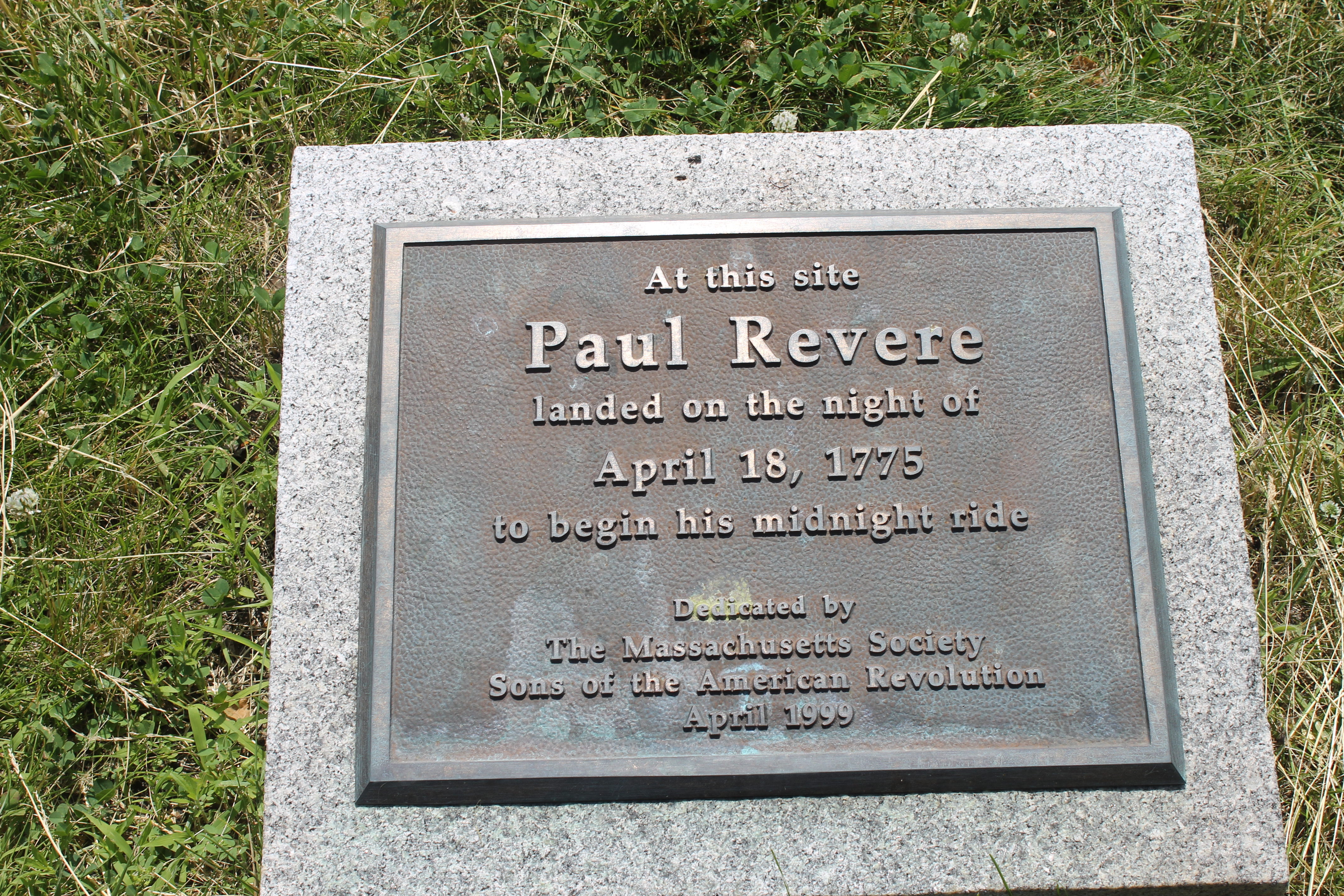
Marcador do local de pouso de Paul Revere, orla de Charlestown

Quando a atividade do exército britânico em 7 de abril de 1775 sugeriu a possibilidade de movimentos de tropas, Joseph Warren enviou Revere para alertar o Congresso Provincial de Massachusetts, então sentado em Concord, o local de um dos maiores esconderijos de suprimentos militares patrióticos. Depois de receber o aviso, os residentes de Concord começaram a retirar os suprimentos militares da cidade.
Uma semana depois, em 14 de abril, o General Gage recebeu instruções do Secretário de Estado William Legge, Conde de Dartmouth (despachado em 27 de janeiro), para desarmar os rebeldes, que eram conhecidos por terem armas escondidas em Concord, entre outros locais, e para aprisione os líderes da rebelião, especialmente Samuel Adams e John Hancock. Dartmouth deu a Gage considerável discrição em seus comandos. Gage deu ordens ao tenente-coronel Francis Smith para proceder de Boston "com a máxima expedição e sigilo a Concord, onde apreenderá e destruirá ... todas as provisões militares ... Mas você tomará cuidado para que os soldados não saquem os habitantes ou prejudicar a propriedade privada. " Gage não emitiu ordens por escrito para a prisão de líderes rebeldes, pois temia que isso pudesse desencadear uma revolta.
Entre 21h e 22h na noite de 18 de abril de 1775, Joseph Warren disse a Revere e William Dawes que as tropas do rei estavam prestes a embarcar em barcos de Boston com destino a Cambridge e a estrada para Lexington e Concord. A inteligência de Warren sugeriu que os objetivos mais prováveis dos movimentos dos regulares naquela noite seriam a captura de Adams e Hancock. Eles não se preocuparam com a possibilidade de regulares marcharem para Concord, uma vez que os suprimentos em Concord estavam seguros, mas eles achavam que seus líderes em Lexington não estavam cientes do perigo potencial naquela noite. Revere e Dawes foram enviados para alertá-los e para alertar as milícias coloniais nas cidades próximas.

## Eventos

### Preparação
Dias antes de 18 de abril, Revere instruiu Robert Newman, o sacristão da Igreja do Norte, a enviar um sinal com uma lanterna para alertar os colonos em Charlestown sobre os movimentos das tropas quando a informação fosse conhecida. No que é bem conhecido hoje pela frase "um se por terra, dois se por mar", uma lanterna na torre sinalizaria a escolha do exército pela rota terrestre, enquanto duas lanternas sinalizariam a rota "por água" através do rio Charles (os movimentos acabariam por tomar a rota da água e, portanto, duas lanternas foram colocadas no campanário). Revere primeiro deu instruções para enviar o sinal para Charlestown. Ele então cruzou o rio Charles em um barco a remo, passando pelo navio de guerra britânico HMS Somerset fundeado. As travessias foram proibidas àquela hora, mas Revere pousou em segurança em Charlestown e cavalgou para Lexington, evitando uma patrulha britânica e avisando mais tarde quase todas as casas ao longo da rota. Os colonos de Charlestown despacharam cavaleiros adicionais para o norte.

### Passeio
Cavalgando pelas atuais Somerville, Medford e Arlington, Revere alertou os patriotas ao longo de sua rota, muitos dos quais partiram a cavalo para entregar seus próprios avisos. Ao final da noite, provavelmente havia cerca de 40 cavaleiros em todo o condado de Middlesex levando a notícia do avanço do exército. Revere não gritou a frase posteriormente atribuída a ele ("Os britânicos estão chegando!"): Sua missão dependia do sigilo, o campo estava repleto de patrulhas do exército britânico e a maioria dos colonos de Massachusetts (que eram predominantemente ingleses de origem étnica) ainda se consideravam britânicos. O aviso de Revere, de acordo com relatos de testemunhas oculares da viagem e as próprias descrições de Revere, foi "Os regulares estão saindo". Revere chegou a Lexington por volta da meia-noite, com Dawes chegando cerca de meia hora depois. Eles se encontraram com Samuel Adams e John Hancock, que estavam passando a noite com os parentes de Hancock (no que agora é chamado de Hancock-Clarke House), e passaram muito tempo discutindo planos de ação ao receber a notícia. Eles acreditavam que as forças que saíam da cidade eram grandes demais para a única tarefa de prender dois homens e que Concord era o alvo principal. Os homens de Lexington despacharam cavaleiros para as cidades vizinhas, e Revere e Dawes continuaram ao longo da estrada para Concord acompanhados por Samuel Prescott, um médico que por acaso estava em Lexington "voltando da casa de uma amiga na hora incômoda da 1h".
A cavalgada dos três homens acionou um sistema flexível de "alarme e reunião" que havia sido cuidadosamente desenvolvido meses antes, em reação à resposta impotente dos colonos ao Alarme de Pólvora de setembro de 1774. Este sistema era uma versão melhorada de uma rede antiga de notificação generalizada e implantação rápida das forças da milícia local em tempos de emergência. Os colonos usaram esse sistema periodicamente desde os primeiros anos das guerras indígenas na colônia, antes de cair em desuso na Guerra Franco-Indígena. Além de outros passageiros expressos entregando mensagens, sinos, tambores, pistolas de alarme, fogueiras e uma trombeta foram usados para comunicação rápida de cidade em cidade, notificando os rebeldes em dezenas de vilas do leste de Massachusetts que eles deveriam reunir suas milícias porque os regulares em números superiores a 500 estavam deixando Boston com possíveis intenções hostis. Este sistema foi tão eficaz que as pessoas em cidades a 40 km de Boston ficaram cientes dos movimentos do exército enquanto eles ainda descarregavam barcos em Cambridge. Ao contrário do Alarme da Pólvora, o alarme disparado pelos três cavaleiros permitiu com sucesso à milícia confrontar as tropas britânicas em Concord e, em seguida, persegui-los de volta a Boston.

### Captura

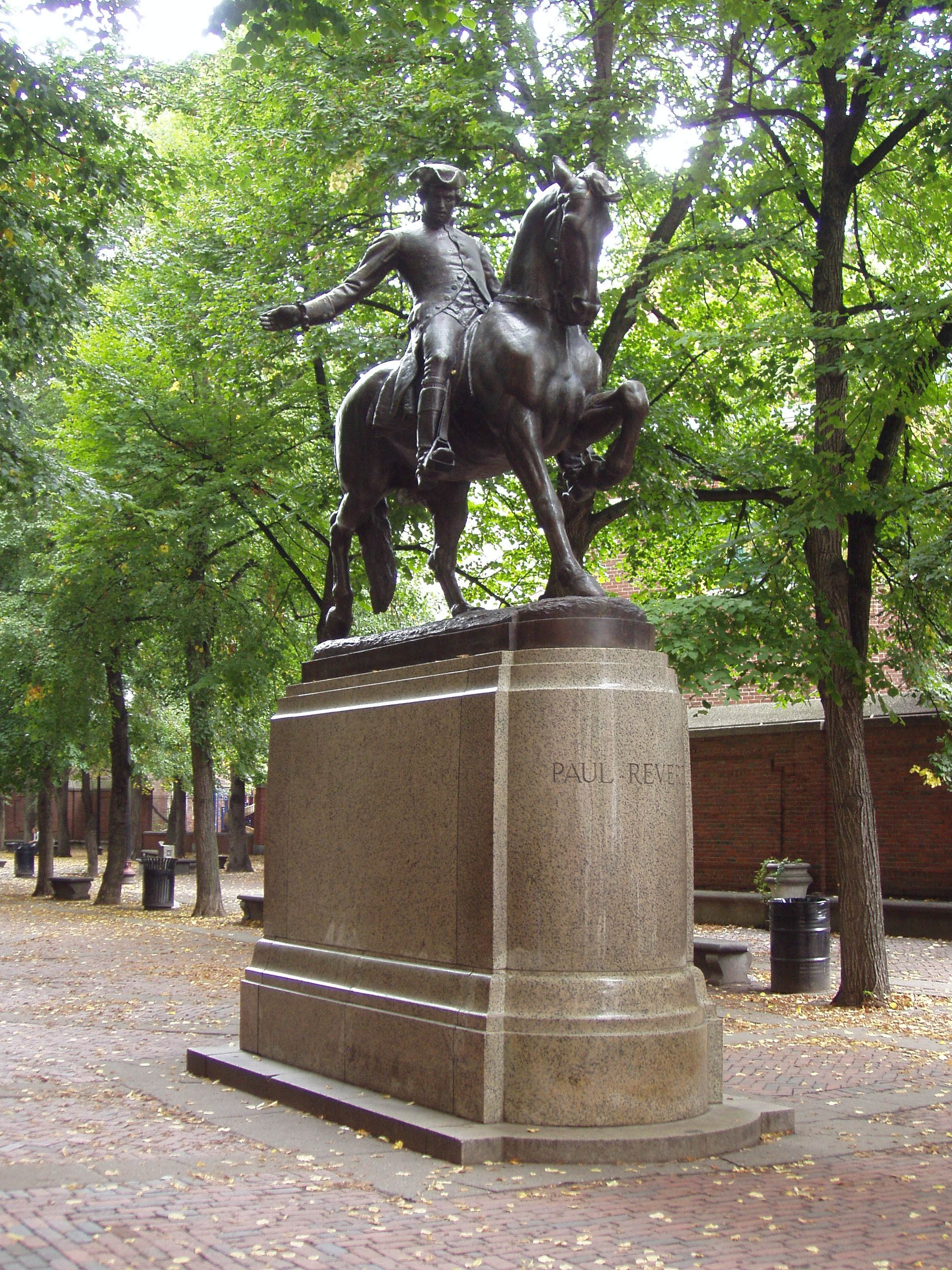
A estátua equestre de Paul Revere em North End, Boston, de Cyrus Dallin, foi inaugurada em 22 de setembro de 1940.

Revere, Dawes e Prescott foram detidos por uma patrulha do Exército britânico em Lincoln em um bloqueio de estrada no caminho para Concord. Prescott saltou seu cavalo por cima de um muro e fugiu para a floresta; ele finalmente alcançou Concord. Dawes também escapou, embora tenha caído do cavalo pouco depois e não tenha completado a cavalgada.
Revere foi capturado e interrogado pelos soldados britânicos sob a mira de uma arma. Ele contou-lhes sobre o movimento do exército de Boston e que as tropas do exército britânico corriam algum perigo se abordassem Lexington, devido ao grande número de milícias hostis ali reunidas. Ele e outros cativos levados pela patrulha ainda eram escoltados para leste em direção a Lexington, até que cerca de oitocentos metros de Lexington eles ouviram um tiro. O major britânico exigiu que Revere explicasse o tiroteio e Revere respondeu que era um sinal para "alarmar o país". À medida que o grupo se aproximava de Lexington, o sino da cidade começou a tocar rapidamente, ao que um dos cativos proclamou aos soldados britânicos: "O sino está tocando! A cidade está alarmada e vocês estão todos mortos!" Os soldados britânicos se reuniram e decidiram não avançar mais em direção a Lexington, mas em vez disso, libertar os prisioneiros e voltar para avisar seus comandantes. Os britânicos confiscaram o cavalo de Revere e partiram para avisar a coluna do exército que se aproximava. Revere foi até a casa do Rev. Jonas Clarke, onde Hancock e Adams estavam hospedados. Enquanto a batalha em Lexington Green se desenrolava, Revere ajudou Hancock e sua família a fugir de Lexington, ajudando a carregar um baú com os papéis de Hancock.

## Legado

### Poema de Longfellow

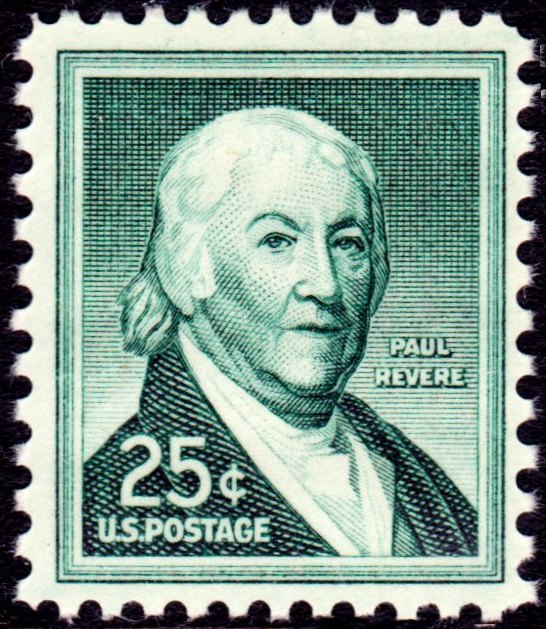
Revere em selo dos EUA, em 1958.

Henry Wadsworth Longfellow popularizou Paul Revere em "Paul Revere's Ride", um poema publicado pela primeira vez em 1861, mais de 40 anos após a morte de Revere, e reimpresso em 1863 como parte de Tales of a Wayside Inn. O poema inicia:
Ouça, meus filhos, e você ouvirá

Da cavalgada da meia-noite de Paul Revere,
No dia 18 de abril, em Setenta e Cinco;
Dificilmente um homem está vivo agora

Quem se lembra daquele famoso dia e ano
O poema de Longfellow não é historicamente preciso, mas as imprecisões foram deliberadas. Longfellow pesquisou o evento histórico, usando obras como History of the United States de George Bancroft, mas mudou os fatos para um efeito poético. O poema fazia parte de uma série em que ele procurava criar lendas americanas; exemplos anteriores incluem The Song of Hiawatha (1855) e The Courtship of Miles Standish (1858). Longfellow foi bem-sucedido na criação de uma lenda: a estatura de Revere aumentou significativamente nos anos que se seguiram à publicação do poema.
Partes da rota do passeio em Massachusetts agora são marcadas com placas marcadas "Ride of Revere". A rota segue Main Street em Charlestown, Broadway e Main Street em Somerville, Main Street e High Street em Medford, Medford Street para o centro de Arlington e Massachusetts Avenue no resto do caminho através de Lexington e em Lincoln. O passeio de Revere é reencenado anualmente.
Ao contrário da crença popular, Revere e Dawes não foram os únicos pilotos; no entanto, eles foram os únicos dois a serem notados no poema. Samuel Prescott e Israel Bissell também foram encarregados de realizar a missão, Bissell sendo a pessoa a percorrer a maior distância de todas.

### Música
O grupo de rock Paul Revere & the Raiders teve uma popularidade considerável de meados dos anos 1960 até o início dos anos 1970. O homônimo e organista da banda nasceu Paul Revere Dick, em homenagem a Revere. A canção "Me and Paul Revere", escrita pelo músico Steve Martin e tocada com seu grupo de bluegrass Steve Martin e os Steep Canyon Rangers, foi inspirada na história da cavalgada de Paul Revere e contada do ponto de vista do cavalo de Revere, Brown Beauty .